# 스와스모어 칼리지
스워스모어 칼리지(영어: Swarthmore College)는 미국 펜실베이니아주 필라델피아에서 남서쪽으로 20분 정도 떨어진 스워스모어에 있는 칼리지이다. 대학원 과정이 없는 학부 중심의 소규모 사립 4년제 리버럴 아츠 칼리지인 이 대학은 1864년, 평화론자로 종교 집단으로서는 유일하게 노벨 평화상을 수상한 퀘이커교도들에 의해서 설립되었다. 그중, 주목할 만한 설립자로는 펜실베이니아 대학교의 와튼 스쿨을 세운 조지프 와튼이 있다. 현재는 퀘이커교와 직접적인 관련은 없느나 종교와 문화의 다양성을 존중하고 사회적 책임감을 우선시하는 퀘이커 교도의 가치가 교육이념에 뚜렷이 남아있다.

## 연혁
- 스워스모어 대학 역사 Onward Spirit - Brief History of Swarthmore College

## 교육 및 연구

### 소수정예 교육의 추구

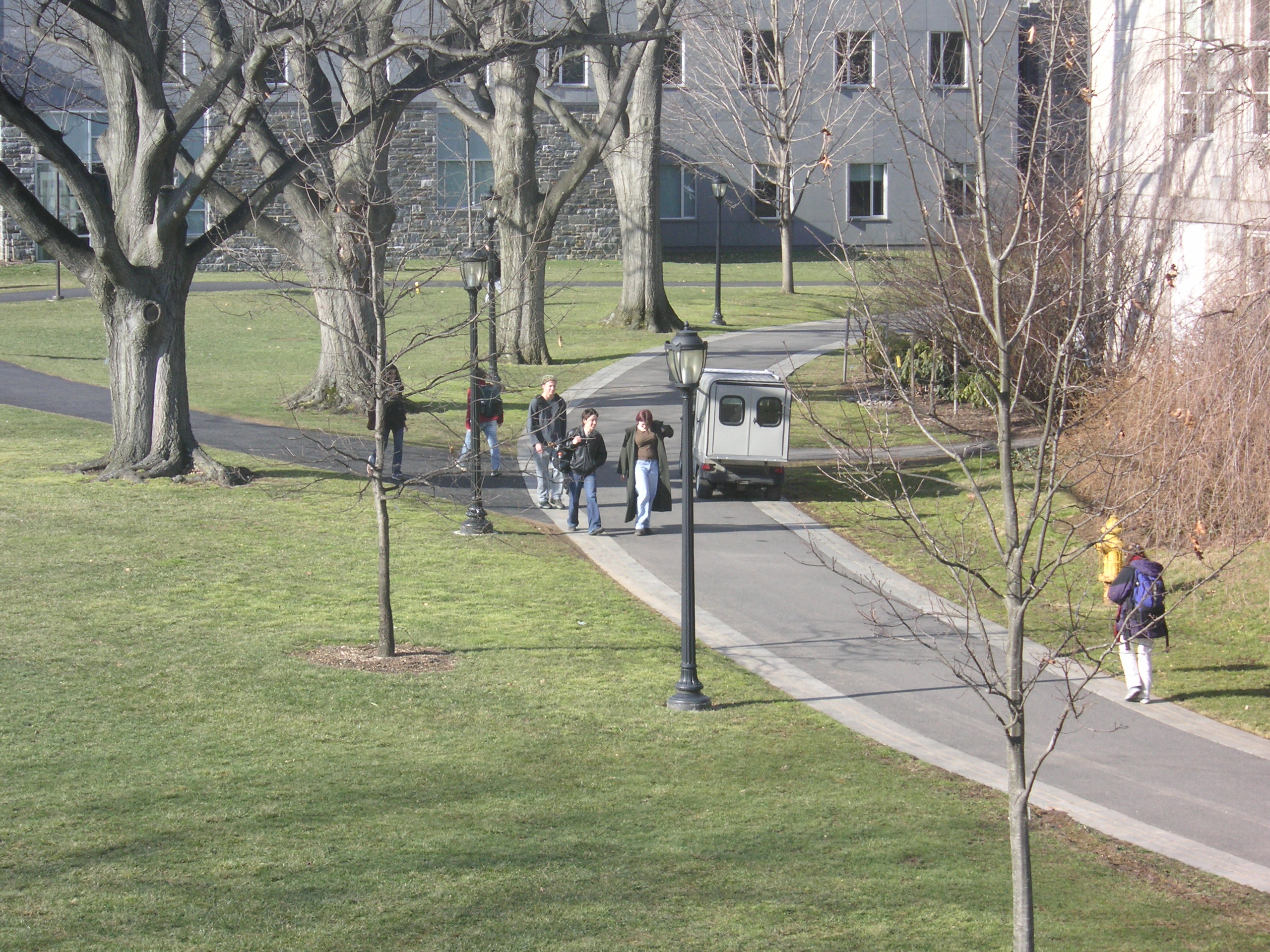
스워스모어 캠퍼스

스워스모어 대학은 1500명 남짓의 적은 학생수와 1:8의 낮은 학생 대 교수 비율로서 소수 정예의 교육을 추구하고 있으며, 학생이 교수를 이름으로 부를 수 있게 하는등 학부생을 교수와 동등한 학자로서 대우하는 개방적인 교육철학으로 유명하다. 조교가 없기 때문에 모든 수업은 정교수에 의해서 진행된다. 세미나 형식의 수업이 주를 이루며, 학생과 교수의 상호간의 동의 아래 1:1 수업 또한 가능하다. 과학 분야에서는 스워스모어는 미국 학부들 중에는 유일하게 플라즈마 물리학 연구 기회를 제공하고 학부생들에게 직접 줄기 세포를 만지면서 연구할 기회를 주는 등 획기적인 시도로 주목을 받고 있다.
스워스모어의 학구적인 학풍은 여러 대학 안내 책자에서 중부의 시카고 대학교와 서부의 칼텍(캘리포니아 공대), 리드 대학교와 더불어 미국에서 학생 공부시간이 가장 많은 것으로 소개되고 있으며, 미국에서 가장 성적을 받기 힘든 대학 중 하나로 알려져 있다.
이러한 학부교육을 바탕으로 하여, 졸업생들의 90%는 박사과정을 포함한 일반대학원이나 의대,법대,경영 대학원과 같은 전문대학원으로 진학한다.
스워스모어의 소수정예 교육은 학교의 튼튼한 재정과 동문의 기부를 바탕으로 하고 있다. 이 대학은 현재 18억 달러 이상 (약 한화 2조 원)의 재정으로 세계에서 학생 1인당 재정이 가장 많은 학교 중 하나이다. 실제 스워스모어가 일년동안 학생 한명을 교육시키기 위해 사용하는 비용은 8만 달러(약 한화 1억 원) 이상으로 나타났다.

### 위상 및 평가

#### 순위
2017년에는 포브스지(Forbes Magazine)의 '미국 최고의 대학'에서 시카고, 애머스트, 하비 머드 칼리지에 이어 스워스모어를 19위로 선정, US News의 미국 리버럴 아츠 칼리지 순위 (2020년) 에서는 스워스모어는 웨슬리 대학교(힐러리 클린턴 졸업)과 함께 공동 3 위로 랭크되고 있다.

#### 박사와 노벨상 수상자 배출률
또한, 스워스모어 대학 졸업생의 박사 배출률(Ph.D. Productivity)은 미국에서 3번째로 높다. 특히, 경제학과 정치학 박사과정에 있어서는 압도적인 차로 1위를 선점하고 있다. 박사 배출률 1위의 칼텍이 이공계 특화된 학교라는 것과 박사 배출률 2위의 하비 머드 칼리지가 이공계 특화된 자유 인문 대학이라는 것을 감안했을 때, 통상적인 자유 인문 대학인 스워스모어의 높은 박사 배출률은 더 높은 의미를 갖는다. 이러한 학문, 연구 지향적 교육을 통해, 스워스모어 대학은 현재까지 5명의 노벨상 수상자를 배출하였다. 이는 학부 졸업생 비율을 기준으로 하였을 때 전 세계적으로 4번째로 높은 숫자이다.

### 입시
설립이래 미국 주간지 US News 선정 미국에서 가장 들어가기 힘든 (Most Selective) 자유 인문 대학(Liberal Arts College)으로 알려져있다. 2020년 스워스모어는 8.73%의 지원자를 합격시켰으며 그중 30%는 출신 고등학교 수석 졸업자(valedictorians)와 차석 졸업자(salutatorians)으며 51%는 상위 2% 졸업자였다.

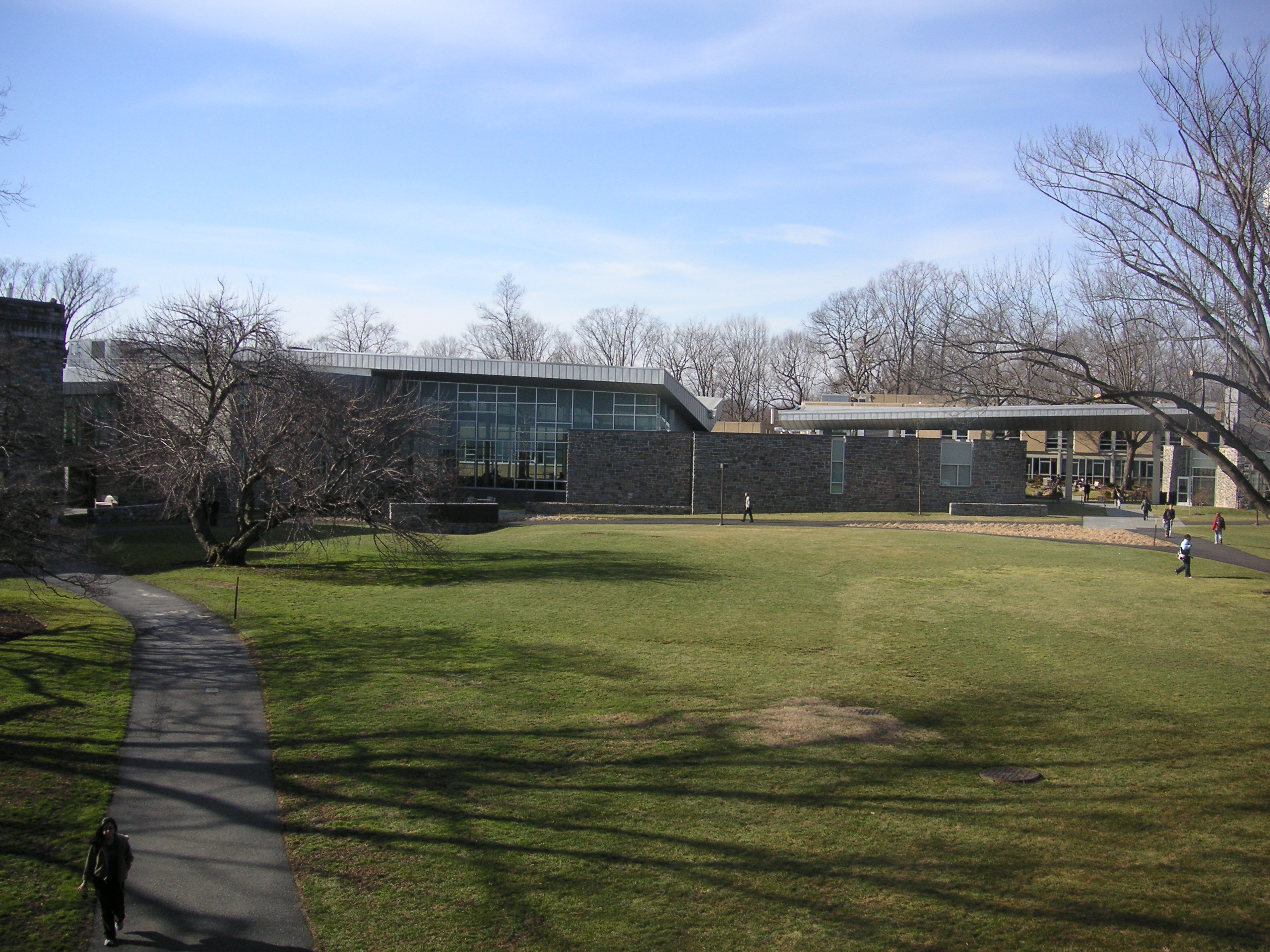
스워스모어 칼리지의 The Science Center

### 아너스 프로그램
스워스모어 대학의 가장 특징적인 프로그램인 아너스 프로그램(Honors Program)은 1922년 영국 옥스포드 대학교의 개인교습 시스템(tutorial system)을 본따서 만들어졌다. 아너스 프로그램 참여자들은 4-8명 크기의 세미나 수업들을 주로 듣게 된다. 세미나 수업들은 일반적인 시험이 없는 대신 강도 높은 토론 준비와 많은 양의 에세이들이 요구된다. 주목할 점은 스워스모어 아너스 프로그램의 학생들은 졸업하기 전, 초청된 대학 외부의 학자들에 의해 구술시험과 필기시험을 치르게 된다.

### 공학사 학위
스워스모어는 자유 인문 대학교로서는 드물게 공학사(B.S. in Engineering )를 제공한다. 아시아 대학 중 최고의 교수 1인당 논문 발표수를 보유하고 있는, 한국의 이공계 특화 대학 광주과학기술원(GIST)은 2010년 학사과정 개설을 앞두고 칼텍(캘리포니아 공대)과 함께 스워스모어 칼리지를 벤치마킹 대학으로 선정했다.

## 시설 및 캠퍼스

### 기숙사 생활
인근에 사는 학생을 포함하여 거의 대부분 (95%)의 학생이 학교 기숙사에서 생활을 하고 있고 각 기숙사별로 기숙사 관리 조교(Resident Assistants)들이 상주하여 학생들의 편의를 돌봐주고 있다. 대부분 신입생과 2학년들은 룸메이트와 더불어 생활을 하며 3, 4학년들은 독방이 제공된다. 2015년 가을에 새로 지은 Danawell 홀을 비롯하여 현재 총 16개의 크고 작은 기숙사가 있으며 기숙사 선정은 추첨에 의해서 결정이 되기 때문에 학생이 원하는 신축 기숙사에 배정받지 못할 수도 있다. 추첨시 원하는 학생을 룸메이트로 신청할 수 있다.

### 수목원과의 공존
스워스모어 대학 캠퍼스중 일부는 국립 스콧 수목원(Scott Arboretum)으로 지정되어 있으며 스코트 야외극장 (Scott Amphitheater) 에서의 각종 행사는 숲을 지붕삼아 아름다운 경관을 자아낸다. 5,000 종 이상의 식물이 캠퍼스 곳곳에 심겨져 연구되고 있다.
그래서, 미국에서 가장 아름다운 대학 캠퍼스 중 하나로 꼽힌다.

## 제휴

### 퀘이커 제휴
스워스모어 칼리지는 이웃하고 있는 브린마대학(Bryn Mawr College), 하버포드 대학(Haverford College), 그리고 유펜(University of Pennsylvania)와 '퀘이커 제휴(Quaker Consortium)'를 맺고 있다. 따라서, 스워스모어 대학생은 제휴된 대학들의 수업을 학기마다 들을 수 있을 뿐만 아니라, 각 제휴 학교의 도서관 장서를 쉽게 대출 할 수 있다.

## 유명한 동문
스워스모어 칼리지는 시카고 대학교와 칼텍(캘리포니아 공대)에 이어 미국에서 졸업생 수 대비 3번째로 많은 5명의 노벨상 수상자를 배출하였으며, 여기에는 존 C. 매더 (2006년도 물리학상), 에드워드 프레스콧 (2004년도 경제학상), 크리스천 B. 앤핀슨 (1972년도 화학상) 등을 포함한다. 스워스모어는 법, 예술, 과학, 비즈니스, 정치학 등의 분야에서 8명의 맥아더 재단 일원들과 수백 명의 저명 인사들이 있다.
기타 저명한 인사들로는 1963년 퓰리처상을 수상한 사진 작가 말콤 브라운, 전 세계은행 총재 로버트 졸릭, 현 유엔난민기구 총재 T. 알렉산더 엘레이니코프, 1975년 노벨 생의학상을 수상한 칼텍(캘리포니아 공대)의 총장 (1997-2006) 데이비드 볼티모어, 미국 사모펀드 회사 KKR(Kohlberg Kravis Roberts)의 창업자인 억만장자 제롬 콜버그, 세계 최초로 블로깅을 시작한 저스틴 홀, 1988년 미국 대통령 선거에서 조지 H. W. 부시 전대통령의 상대 후보였던, 미국 민주당 출신 전직 매사추세츠주 주지사(1975~79, 1983~91) 마이클 듀카키스, 워터게이트 사건을 맡은 특별검사이자, 빌 클린턴 대통령의 탄핵 당시 그를 변호했던 전 백악관 법률고문 찰스 러프, 마틴 루서 킹의 연설문에 사용된 "I Have a Dream"라는 문구를 제공한 'I Have a Dream' 재단 설립자 유진 랭, 인터넷의 기반이 되는 하이퍼 텍스트라는 개념을 고안한 인터넷의 아버지 테드 넬슨, 성격 유형 검사 MBTI의 개발자 이저벨 마이어스, 여성으로서 미국 최초로 박사학위를 수여받은 헬렌 화이트, 미국 군사위원회 위원장이자 미시간주 상원의원인 칼 레빈, 정치사회학자 로버트 퍼트넘, 가치 투자의 선구자 로 프라이스, 우주를 밟은 첫 미국 여성 샐리 라이드, 아프리카 가나 최초의 자유 인문 대학교를 세운 패트릭 아우아, 전 미국 연방은행장 토머스 B. 매케이브 등이 있다.
또 그 밖의 저명한 동문으로는 메릴렌드 주 하원의원 크리스 밴홀런, 미 월간지 글래머 편집장 신디아 리브, 디볼드 그룹 설립자 존 디볼드, 첼리스트 이강호, 게임 '심즈3' 개발자 천명진, 여성 참정권 운동가 앨리스 폴, GI-NET의 설립자 마크 해니스, 미 주간지 버라이어티 편집장 피터 바트, 경제전략연구소 창립자 클라이드 프레스토위츠, 피터슨 국제경제연구소의 한반도문제 전문가 마커스 놀랜드, 소설가 미치너,문화인류학자 린턴, 사회심라학자 카트라이트, 소설가 조너선 프랜즌이 있다.
동문 외 유명한 학교 관련자로서는, 폴란드 태생의 미국 사회심리학자 솔로몬 아쉬와 게슈탈트 심리학의 선구자 쾰러, 철학자 비어즐리가 이 대학에서 가르쳤던 것으로 유명하다.

## 개설 학과
- 고전학
- 교육학
- 경제학
- 독어독문학
- 라틴 아메리카학
- 노어노문학
- 무용
- 물리학
- 미술
- 미술사
- 불어불문학
- 비교문학
- 사학
- 사회학
- 수학
- 생물학
- 생화학
- 서어서문학
- 심리학
- 아시아학 (Asian Studies)
- 아프리카계 미국인학
- 언어학
- 엔지니어링
- 여성학
- 연극학
- 영어영문학
- 필름미디어학 (Film and Media Studies)
- 음악학
- 이슬람 문화학
- 인류학
- 인지과학 (Cognitive Science)
- 일어일문학
- 정책학 (Public Policy)
- 정치외교학
- 종교학
- 중세학
- 중어중문학
- 천문학
- 철학
- 컴퓨터 과학
- 통계학
- 평화/분쟁학 (Peace and Conflict Studies)
- 프랑스어권 연구학 (Francophone Studies)
- 화학
- 환경과학
- 해석학 (Interpretation Theory Hermeneutics)